# 스트러밴구

스트러밴 구의 위치

스트러밴구(영어: Strabane District, 아일랜드어: Ceantar an tSratha Báin)는 2015년까지 존재했던 북아일랜드의 옛 구였다. 행정 중심지는 스트러밴이며 면적은 862km2, 인구는 40,100명(2010년 기준), 인구 밀도는 47명/km2이다.

## 구 정보
- 행정 중심지: 스트러밴
- 면적: 862km2
- 인구: 40,100명 (2010년 기준)
- 인구 밀도: 47명/km2
- ISO 3166-2 코드: GB-STB
- ONS 코드: 95J
- 종교 분포: 천주교 66.2%, 개신교 33.3%